# ナルド
ナルド（イタリア語: Nardò）は、イタリア共和国プッリャ州レッチェ県にある都市で、その周辺地域を含む人口約31,000人の基礎自治体（コムーネ）。県都レッチェに次ぎ、県内第二のコムーネ人口を持つ。

## 地理

### 位置・広がり
ナルドの街は、レッチェ県北西部（サレント半島のターラント湾側）に位置しており、ガッリーポリの北北東約14km、県都レッチェの南西約23km、ターラントの東南東約74km、州都バーリから南東へ約143kmの距離にある。
コムーネ面積 190.48 km2 は、県都レッチェに次ぎ県内第二位である。市域は北西 - 南東方向に細長く、ターラント湾に面する。中心市街は市域南東部に偏っている。

#### 隣接コムーネ
隣接するコムーネは以下の通り。TAはターラント県所属。
- レヴェラーノ - 北
- コペルティーノ - 北
- ガラティーナ - 東
- ガラトーネ - 南東
- ポルト・チェザーレオ - 北西
- アヴェトラーナ (TA) - 北西
- サリーチェ・サレンティーノ - 北西
- ヴェーリエ - 北西

## 行政

### 分離集落
ナルドには以下の分離集落（フラツィオーネ）がある。 
- Boncore, Cenate, Corsari, Pagani, Pendinello, Pittuini, Roccacannuccia, Santa Caterina, Santa Maria al Bagno, Sant'Isidoro, Torre Inserraglio, Villaggio Resta

## スポーツ
ナルド市街から北西へ約25km離れた郊外にナルド・サーキットがある。ナルド・サーキットはナルド市域北西端部とポルト・チェザーレオ市域とにまたがっているが、ナルド市街よりもむしろポルト・チェザーレオ市街の方が近く（ポルト・チェザーレオからは北西へ約9km）、ポルト・チェザーレオとアヴェトラーナの中間に位置している。

## 人物

### 著名な出身者
- ファブリツィオ・ミッコリ - サッカー選手。
- ダニエレ・グレコ（英語版） - 三段跳び選手。